# Sehnsucht (sentimento)

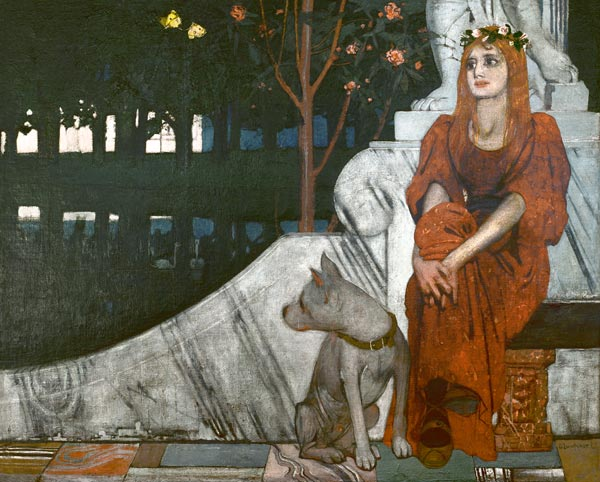
Sehnsucht, dipinto di Oskar Zwintscher (ca. 1900)

Sehnsucht è una parola-chiave dello spirito romantico tedesco, che incarna un concetto tipico della cultura romantica, reso in italiano per lo più con il termine "struggimento".
Deriva dall'antico alto tedesco Sensuht, nel senso di "malattia del doloroso bramare" e indica un desiderio interiore rivolto ad una persona o una cosa che si ama o si desidera fortemente.
Questo stato d'animo è direttamente collegato al doloroso struggimento che si prova nel non potere raggiungere l'oggetto del desiderio.
In alcuni casi specifici, come per le persone che si lasciano consumare dalla Sehnsucht, essa può assumere tratti patologici e psicopatologici, molto simili alle molteplici forme di desiderio di morte, che possono raggiungere un proposito di suicidio.

## Etimologia ed uso linguistico
Nell'uso linguistico in epoca altomedievale, la parola Sehnsucht ha uno stretto rapporto con il dolore, come attestato dalla "visione" delle persone coinvolte in questo stato d'animo. In seguito, sotto alleviamento del significato patologico, il termine descrive un alto grado di forte e spesso doloroso desiderio verso qualcosa, in particolare laddove non ci sono speranze di raggiungerla o quando tale raggiungimento è ancora molto lontano.
La parola Sehnsucht verrà accolta come "germanismo" in numerose lingue. Proprio a causa della sua indeterminatezza, è infatti difficile trovare vocaboli che esprimano concetti analoghi o equivalenti a quelli legati a questo specifico termine.

## Definizione
Secondo Ladislao Mittner, indica l'"anelito" verso qualcosa di ancora mai attinto. Può ricordare la nostalgia (Heimweh), ma mentre la nostalgia è  il desiderio di riappropriarsi del passato, spesso legato ad oggetti precisi, la Sehnsucht è la ricerca di qualcosa di indefinito nel futuro.
Più precisamente, si potrebbe tradurre Sehnsucht con "desiderio del desiderio": deriva infatti dai termini das Sehnen, il desiderio ardente, e die Sucht, la dipendenza. Letteralmente, quindi, Sehnsucht potrebbe essere tradotto come dipendenza dal desiderio, ovvero il costante anelito che porta l'essere umano a non accontentarsi mai di ciò che raggiunge o possiede, ma lo spinge sempre verso nuovi traguardi. Un concetto affine è quello di malinconia. Heidegger, invece, ne individua un diverso significato, poiché Sucht è da intendere nel suo significato originario come "dolore" : "La nostalgia (Sehnsucht) è il dolore della vicinanza del lontano" (Chi è lo Zarathustra di Nietzsche?, in Saggi e discorsi, Mursia, p.71)   
C.S. Lewis descrive la Sehnsucht come "l'inconsolabile desiderio" nel cuore dell'uomo "per non si sa che cosa".

## Sehnsuchtnella mitologia
Nella mitologia greca è Pothos il Dio della Sehnsucht, che è da ricercarsi nel rapporto tra Eros ed Afrodite. La personificazione dei sentimenti umani, che secondo una spiegazione in chiave psicologica vengono rappresentati dai Miti, è piuttosto chiara nel mito degli androgini, creature con connotati maschili e femminili, dalle quali derivano gli uomini. Gli androgini sono descritti come esseri molto coraggiosi, poiché avevano osato prendere d'assalto l'Olimpo, riuscendo persino a sottomettere Zeus per un certo periodo di tempo. Dopo che Zeus riuscì a scacciarli non volle però annientarli, come fece con i giganti, ma decise di dividerli in due metà: una maschile ed una femminile. Diede ad Apollo il compito di guarire i nuovi esseri nati dalla loro divisione, gli uomini, che dopo la separazione persero la loro forza. Da quel momento furono eternamente legati dall'amore (Eros) e dalla lieve forma di Sehnsucht (Pothos).